# سفارة أوكرانيا في سوريا
سفارة أوكرانيا في سوريا هي بعثة دبلوماسية تهدف لتعزيز مصالح أوكرانيا في سوريا، و مقرها في دمشق.

## التاريخ
اعترفت الجمهورية العربية السورية بـأوكرانيا في ديسمبر 1991، عقب إعلان استقلال أوكرانيا، وأُقيمت العلاقات الدبلوماسية في 31 مارس 1992. وفي عام 1993، تبنّى المجلس الأعلى الأوكراني قرارًا بفتح سفارة في سوريا، وبدأت السفارة أعمالها بحلول فبراير 2000. وفي أبريل 2005، افتتحت سوريا أيضًا سفارتها في كييف.
ارتباطًا بـجرائم الحرب التي ارتكبها نظام الأسد خلال الحرب الأهلية السورية، قررت الحكومة الأوكرانية إغلاق هذه السفارة، بالإضافة إلى السفارة السورية في كييف عام 2018. ومنذ عام 2016، تُقدَّم الخدمات للمواطنين الأوكرانيين عبر السفارة الأوكرانية في بيروت.
أعلنت أوكرانيا، في 30 يونيو 2022، عن قطع العلاقات مع سوريا بعد اعتراف سوريا البعثية باستقلال كل من لوغانسك وجمهورية دونيتسك الشعبية، وفرضت عقوبات اقتصادية على مجموعات وأفراد مرتبطين بسوريا.
عقب سقوط نظام الأسد في 30 ديسمبر 2024، التقى وزير الخارجية الأوكراني، أندريه سيبيها، مع الزعيم الفعلي لسوريا، أبو محمد الجولاني، في دمشق، حيث ناقشا سبل استعادة العلاقات الثنائية بين أوكرانيا وسوريا. وفي وقت لاحق من اليوم ذاته، جرى تعيين تامر التونسي، وهو رجل أعمال أوكراني-سوري، قنصلاً فخريًا لأوكرانيا في سوريا، خلال مراسم رسمية.